# Liutauras Lelevičius
Liutauras Lelevičius (Kaunas, 28 maggio 2003) è un cestista lituano.

## Carriera

### Nazionale
Nel 2023 ha disputato, con la Lituania under 20, gli Europei di categoria.

## Palmarès
- Campionato lituano: 1

Žalgiris Kaunas: 2022-2023
- Coppa di Lituania: 1

Žalgiris Kaunas: 2022-2023